# 수잔 커밍스

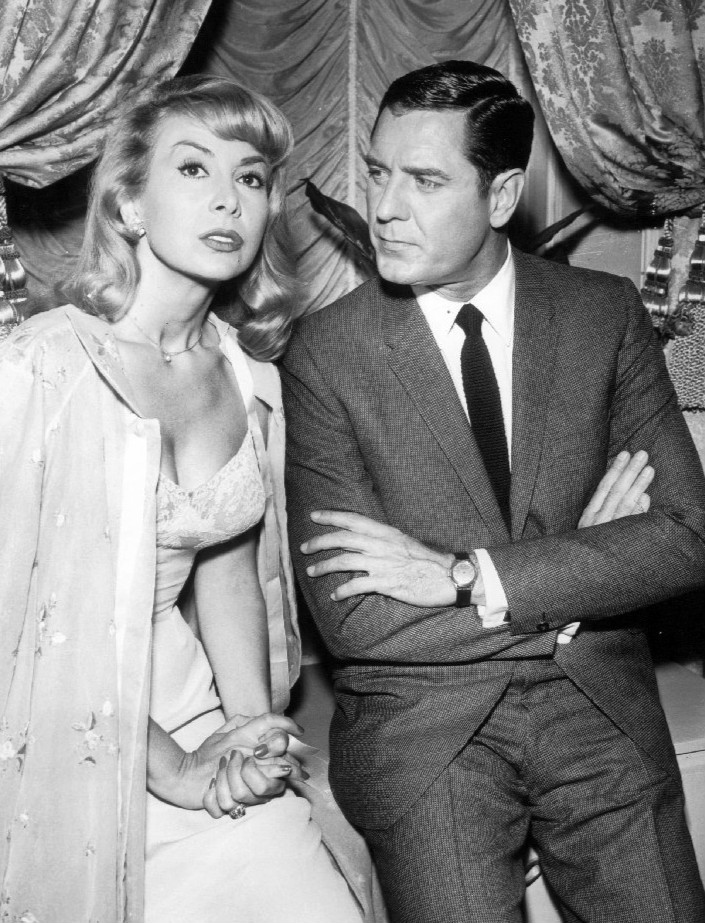

수잔 커밍스(Susan Cummings, 1930년 1월 1일 ~ 2016년 12월 3일)는 미국의 텔레비전 배우, 영화배우이다.
바이에른주에서 태어났다.

## 영화
- 늪에 빠진 여자 (1966년)
- 페리 메이슨 (1957년)